# Jégkorong a 2018. évi téli olimpiai játékokon
A 2018. évi téli olimpiai játékokon a jégkorongtornákat február 10. és 25. között rendezték Kangnung (Gangneung)ban. A férfiaknál 12, a nőknél 8 csapat vett részt. A házigazda Dél-Korea automatikus résztvevő volt.

## Éremtáblázat
(Az egyes számoszlopok legmagasabb értéke, vagy értékei vastagítással kiemelve.)
| A 2018. évi téli olimpiai játékok éremtáblázata jégkorongban | A 2018. évi téli olimpiai játékok éremtáblázata jégkorongban | A 2018. évi téli olimpiai játékok éremtáblázata jégkorongban | A 2018. évi téli olimpiai játékok éremtáblázata jégkorongban | A 2018. évi téli olimpiai játékok éremtáblázata jégkorongban | Olimpia  |
| ------------------------------------------------------------ | ------------------------------------------------------------ | ------------------------------------------------------------ | ------------------------------------------------------------ | ------------------------------------------------------------ | -------- |
|                                                              | Ország                                                       | Arany                                                        | Ezüst                                                        | Bronz                                                        | Összesen |
| 1.                                                           | Olimpikonok Oroszországból (OAR)                             | 1                                                            | 0                                                            | 0                                                            | 1        |
| 1.                                                           | Egyesült Államok (USA)                                       | 1                                                            | 0                                                            | 0                                                            | 1        |
|                                                              |                                                              |                                                              |                                                              |                                                              |          |
| 3.                                                           | Kanada (CAN)                                                 | 0                                                            | 1                                                            | 1                                                            | 2        |
| 4.                                                           | Németország (GER)                                            | 0                                                            | 1                                                            | 0                                                            | 1        |
|                                                              |                                                              |                                                              |                                                              |                                                              |          |
| 5.                                                           | Finnország (FIN)                                             | 0                                                            | 0                                                            | 1                                                            | 1        |
|                                                              |                                                              |                                                              |                                                              |                                                              |          |
| Összesen                                                     | Összesen                                                     | 2                                                            | 2                                                            | 2                                                            | 6        |

## Érmesek

### Férfi torna
| A 2018. évi téli olimpiai játékok érmesei férfi jégkorongban | A 2018. évi téli olimpiai játékok érmesei férfi jégkorongban | A 2018. évi téli olimpiai játékok érmesei férfi jégkorongban | A 2018. évi téli olimpiai játékok érmesei férfi jégkorongban |
| --- | --- | --- | ------------------------------------------------------------ |
| Arany | Ezüst | Bronz |                                                              |
| Olimpikonok Oroszországból (OAR) | Németország (GER) | Kanada (CAN) |                                                              |
| Szergej Andronov Alekszandr Barabanov Pavel Dacjuk Vlagyiszlav Gavrikov Mihail Grigorenko Nyikita Guszev Jegor Jakovlev Ilja Kablukov Szergej Kalinyin Kirill Kaprizov Bogdan Kiszelevics Vaszilij Kosecskin Ilja Kovalcsuk Alekszej Marcsenko Szergej Mozjakin Nyikita Nyesztyerov Nyikolaj Prohorkin Igor Sesztyorkin Szergej Sirokov Vagyim Sipacsov Ilja Szorokin Ivan Tyelegin Vjacseszlav Vojnov Artyom Zub Andrej Zubarev | Sinan Akdag Danny aus den Birken Daryl Boyle Yasin Ehliz Christian Ehrhoff Dennis Endras Gerrit Fauser Marcel Goc Patrick Hager Frank Hördler Dominik Kahun Marcus Kink Björn Krupp Brooks Macek Frank Mauer Jonas Müller Moritz Müller Marcel Noebels Leonhard Pföderl Timo Pielmeier Matthias Plachta Patrick Reimer Felix Schütz Yannic Seidenberg David Wolf | Rene Bourque Gilbert Brulé Andrew Ebbett Stefan Elliott Chay Genoway Cody Goloubef Marc-André Gragnani Quinton Howden Chris Kelly Rob Klinkhammer Brandon Kozun Maxim Lapierre Chris Lee Maxim Noreau Eric O'Dell Justin Peters Kevin Poulin Mason Raymond Mat Robinson Derek Roy Ben Scrivens Karl Stollery Christian Thomas Linden Vey Wojtek Wolski |                                                              |

### Női torna
| A 2018. évi téli olimpiai játékok érmesei női jégkorongban | A 2018. évi téli olimpiai játékok érmesei női jégkorongban | A 2018. évi téli olimpiai játékok érmesei női jégkorongban | A 2018. évi téli olimpiai játékok érmesei női jégkorongban |
| --- | --- | --- | ---------------------------------------------------------- |
| Arany | Ezüst | Bronz |                                                            |
| Egyesült Államok (USA) | Kanada (CAN) | Finnország (FIN) |                                                            |
| Cayla Barnes Kacey Bellamy Hannah Brandt Dani Cameranesi Kendall Coyne Brianna Decker Meghan Duggan Kali Flanagan Nicole Hensley Megan Keller Amanda Kessel Hilary Knight Jocelyne Lamoureux-Davidson Monique Lamoureux-Morando Gigi Marvin Sidney Morin Amanda Pelkey Emily Pfalzer Alex Rigsby Maddie Rooney Lee Stecklein Haley Skarupa Kelly Pannek | Meghan Agosta Bailey Bram Emily Clark Mélodie Daoust Ann-Renée Desbiens Haley Irwin Renata Fast Laura Fortino Brianne Jenner Rebecca Johnston Geneviève Lacasse Brigette Lacquette Jocelyne Larocque Meaghan Mikkelson Sarah Nurse Marie-Philip Poulin Lauriane Rougeau Jillian Saulnier Natalie Spooner Laura Stacey Shannon Szabados Blayre Turnbull Jenn Wakefield | Sanni Hakala Jenni Hiirikoski Venla Hovi Mira Jalosuo Michelle Karvinen Rosa Lindstedt Petra Nieminen Tanja Niskanen Emma Nuutinen Isa Rahunen Meeri Räisänen Annina Rajahuhta Noora Räty Saila Saari Sara Säkkinen Ronja Savolainen Eveliina Suonpää Susanna Tapani Minnamari Tuominen Noora Tulus Riikka Välilä Linda Välimäki Ella Viitasuo |                                                            |